# HD215606
HD215606 — хімічно пекулярна зоря спектрального класу A3, що має видиму зоряну величину в смузі V приблизно  8,0.
Вона  розташована на відстані близько 799,4 світлових років від Сонця.